# L1A1
O L1A1, oficialmente "Rifle, 7.62mm, L1A1", é uma versão britânica do fuzil de batalha FN FAL, este produzido pelo fabricante belga de armamentos FN Herstal. O L1A1 foi produzido sob licença e foi usado no Exército Australiano, Exército Canadense, Exército Indiano, Força de Defesa da Jamaica, Exército da Malásia, Exército da Nova Zelândia, Exército da Rodésia, Exército de Cingapura e Forças Armadas do Reino Unido. No Exército Canadense, o L1A1 é designado como C1A1 (C1).
O FAL original foi projetado na Bélgica, enquanto os componentes dos FAL "padrão de polegada" são fabricados com um projeto ligeiramente modificado usando unidades imperiais britânicas. Muitos subconjuntos são intercambiáveis entre os dois tipos, enquanto os componentes desses subconjuntos podem não ser compatíveis. As incompatibilidades notáveis incluem o carregador e a coronha, que se prendem de maneiras diferentes. A maioria dos FAL também usa roscas SAE para cano e montagens. As únicas exceções são os primeiros protótipos do FAL, e as roscas da culatra apenas nos FAL israelenses e indianos. Todos os outros possuem roscas padrão Imperial ou "unificadas" em polegadas.
A maioria dos FAL padrão da Commonwealth são apenas semiautomáticos. Uma variante chamada L2A1/C2A1 (C2), destinada a servir como uma metralhadora leve em uma função de apoio, também é capaz de fogo automático. As diferenças em relação ao L1A1/C1 incluem um cano pesado, massa de mira quadrada (ao contrário do "V" nos modelos semiautomáticos), um guarda-mão que funciona como um bipé dobrável e um carregador maior de 30 cartuchos, embora também possa usar o carregadores normais de 20 cartuchos. Apenas o Canadá e a Austrália usaram essa variante. No entanto, a Austrália, o Reino Unido e a Nova Zelândia usaram metralhadoras leves Bren convertidas para disparar o cartucho 7,62×51mm NATO para uso no papel de apoio. Os C1 canadenses emitidos para pessoal da marinha e do exército também eram capazes de fogo automático.

## História
O L1A1 e outros derivados de padrão de polegada traçam sua linhagem até a Allied Rifle Commission da década de 1950, cuja intenção era introduzir um único fuzil e cartucho que serviria como padrão para todos os países da OTAN. Eles originalmente adotaram o Rifle No. 9 Mk 1 com câmara para um cartucho intermediário 7 mm. Para atender a esse plano e fortalecer os laços com os Estados Unidos, o Reino Unido logo abandonou o fuzil No. 9 em favor do FAL belga com câmara para o cartucho americano 7,62×51mm NATO proposto. Com base nos experimentos do Canadá com o FAL que levaram ao C1A1, o Reino Unido e a Austrália adotaram o L1A1 como seu novo fuzil de serviço em 1954.
A OTAN padronizou o cartucho 7,62mm NATO em 1954, mas não adotou um fuzil padrão. A maioria adotou um projeto nativo com câmara para o 7,62mm NATO, com a Alemanha finalmente adotando o G3 e os EUA adotando o M14. Mesmo o C1A1 e o L1A1 usavam medidas em polegadas e não eram intercambiáveis com as partes métricas do FAL. A participação da França foi adotar um fuzil de serviço de projeto nativo que usava seu cartucho nacional 7,5mm MAS.
A versão experimental britânica do FAL (designada X-1) inicialmente usava um "pente ferradura" de 8 cartuchos (um pente em forma de "U" que segurava as balas) baseado em um projeto belga experimental de 10 cartuchos. O operador abriria o ferrolho e colocaria o carregador em trilhos-guia sobre a câmara. Os cartuchos seriam então deslizados para baixo no carregador destacável através do ferrolho. O pente de ferradura de 8 cartuchos foi substituído em testes por um modelo de 5 cartuchos devido a problemas com eles se danificando quando embalados em bolsas ou bandoleiras. O pente de ferradura de 5 cartuchos teve problemas semelhantes e foi substituído por um pente convencional de 5 cartuchos.
O L1A1 posteriormente serviu como o fuzil de batalha de primeira linha do Reino Unido até a década de 1980, antes de ser substituído pelo L85A1 de 5,56 mm.

### Serviço
O L1A1 e suas variantes foram usados em vários conflitos, inclusive conflitos da Guerra Fria. Os L1A1 foram usados pelas Forças Armadas Britânicas na Malásia, Irlanda do Norte e na Guerra das Malvinas (em oposição às forças argentinas armadas pelo FN FAL), na Primeira Guerra do Golfo (onde ainda estava em questão para algumas unidades de segunda linha do Exército Britânico e pessoal da RAF ainda não emitido com o L85A1) e pelo Exército do Estado do Kuwait durante a Primeira Guerra do Golfo. Foi usado pela Austrália e Nova Zelândia na Guerra do Vietnã, pelo Exército Indiano nas guerras indo-paquistanesas de 1965 e 1971 e por várias forças paramilitares e policiais estaduais em operações de contra-insurgência até o início dos anos 1990, pelas forças nigerianas e biafrenses durante a Guerra Civil da Nigéria e pela Rodésia na Guerra Civil da Rodésia.

### Substituição
A partir de meados da década de 1980, o Reino Unido começou a substituir seu fuzil L1A1 de 30 anos pelo fuzil de assalto bullpup L85A1 de calibre 5,56×45mm NATO. A Austrália escolheu o Steyr AUG como um substituto na forma do F88 Austeyr, com a Nova Zelândia seguindo o exemplo logo depois. O Canadá substituiu seu fuzil C1 por variantes do AR-15: o fuzil C7 e a carabina C8. A Austrália substituiu suas armas de apoio de cano pesado L2A1 por metralhadoras M60 e mais tarde por uma variante da FN Minimi: a F89. O Canadá substituiu suas armas de apoio de cano pesado C2 por uma variante da FN Minimi: a C9, respectivamente.

## Conflitos
O fuzil automático L1A1 foi usado nos seguintes conflitos:
- Emergência Malaia[7]
- Crise de Suez[7]
- Guerra de Jabal Acdar[8]
- Emergência de Adem[8]
- Confronto Indonésia-Malásia[9]
- Crise do Congo[10]
- Guerra do Vietnã[11]
- Rebelião Dofar[12]
- Guerra Indo-Paquistanesa de 1965[13]
- Insurgência comunista na Malásia (1968–1989)
- Guerra Civil do Camboja
- Guerra Sino-Vietnamita[14]
- Conflitos na Irlanda do Norte[15]
- Guerra Civil da Rodésia[16]
- Guerra Civil da Nigéria
- Guerra Indo-Paquistanesa de 1971[13]
- Guerra do Afeganistão (1979–1989)[17]
- Guerra das Malvinas[7]
- Guerra civil do Sri Lanka[13]
- Insurreição no Ceilão em 1971
- Insurreição de 1987–1989 no Sri Lanka
- Guerra Civil de Bougainville[25]
- Guerra do Golfo[7]
- Guerra Civil de Serra Leoa[19]
- Guerra Civil do Nepal[20]
- Guerra de Cargil[13]
- Atentados de 26 de novembro de 2008 em Bombaim[21]
- Impasse de Lahad Datu em 2013

## Operadores

### Atuais
- Austrália: Produzido sob licença.[26] Substituído pelo F88 Austeyr. A Guarda da Federação da Austrália usa L1A1 totalmente funcionais apenas para eventos cerimoniais.[27]
- Índia: Usado apenas por várias unidades policiais.[28][21]
- Malta: Ainda utilizado pelas suas forças armadas, principalmente para fins cerimoniais.[29]
- Nepal: Usa fuzis SLR de fabricação britânica/indiana.[20][30]
- Serra Leoa: 10.000 recebidos em 2000[19]
- Sri Lanka: Fabricado na Austrália, mas reformado e fornecido por Singapura. Usado entre 1960 e 1980. Substituído pelo fuzil de assalto Type 56. O Corpo de Polícia Militar do Sri Lanka usa L1A1 apenas quando participa de eventos com uniforme cerimonial escarlate.[31]
- Vanuatu: 270 SLR, alguns configurados como metralhadoras leves.[32]
- Iêmen[33]

### Ex-operadores

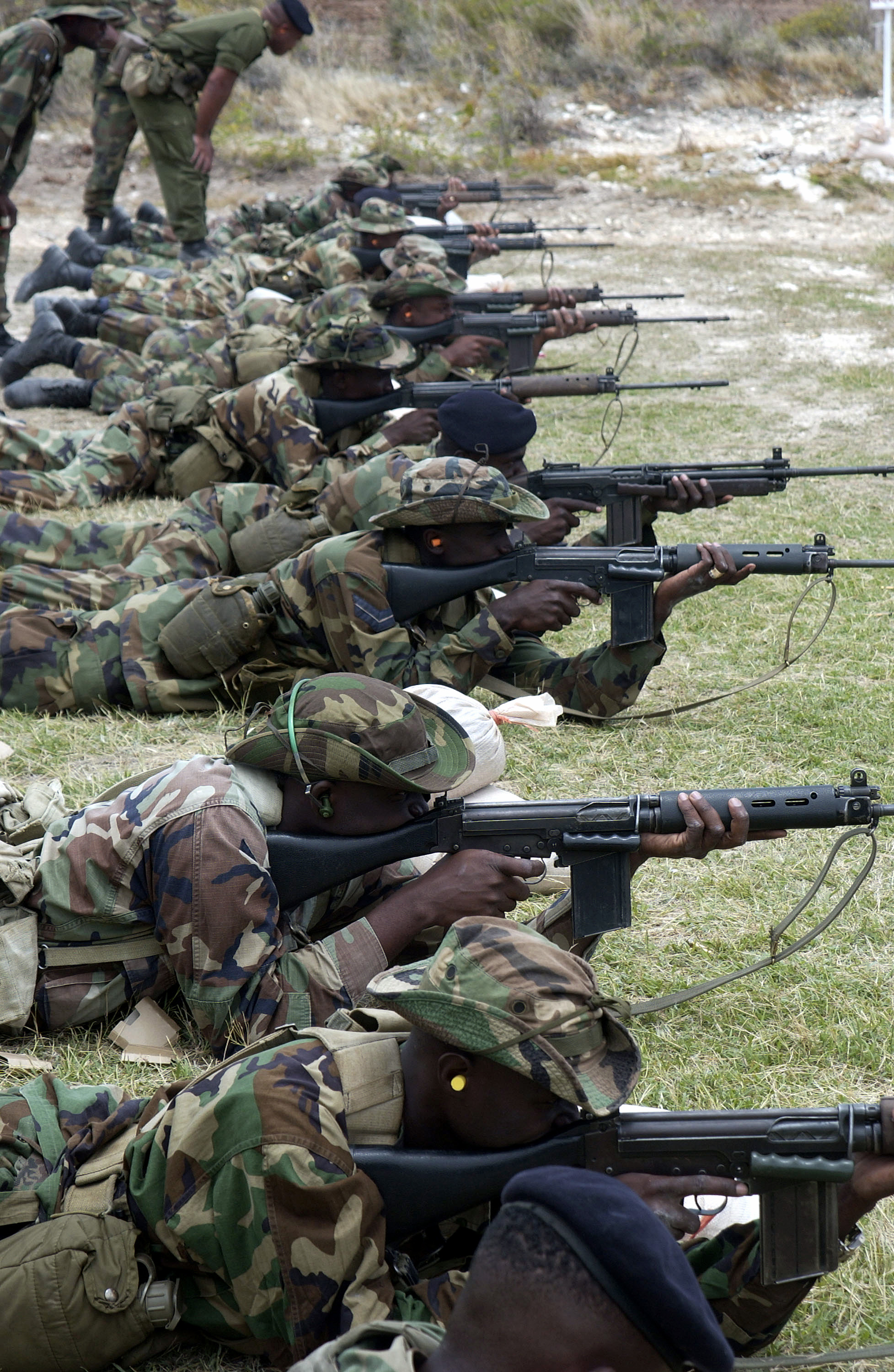
Soldados da Força de Defesa da Jamaica (JDF) disparam seus L1A1 enquanto participam como força adversária durante o Exercício de Treinamento de Campo Tradewinds 2002, na ilha de Antígua. Há um soldado com a metralhadora leve L2A1 com o bipé usado como guarda-mão.

- Estado Islâmico do Afeganistão: Os primeiros grupos insurgentes anti-soviéticos receberam alguns 1A capturados pelo Paquistão na Índia. Eles logo foram substituídos devido à falta de munição.[17]
- Bangladesh: SLR 1A1 de fabricação indiana usados na Guerra de Independência de Bangladesh.[34]
- Brunei: Usa-os como fuzis de infantaria padrão ao lado de fuzis de serviço M16.[35]
- Canadá: Produzido sob licença da Canadian Arsenals Limited como fuzil C1 e metralhadora leve C2. Substituído em serviço pelo fuzil C7.[26]
- Hong Kong britânico: Usado pelo Regimento Real de Hong Kong.[36]
- Jamaica: Usa vários L1A1 britânicos e australianos.[37]
- Kuwait[5]
- Malásia: Usado até a década de 1990 e substituído pelo HK 33, Beretta AR70 e M16A1.[38]
- Nova Zelândia: L1A1 de fabricação australiana usados a partir de 1960, substituídos por Steyr AUG em 1988.[39] A Marinha Real da Nova Zelândia ainda usa o L1A1 para lançamento de linha entre navios. 15.000 L1A1 de fabricação britânica foram entregues à Nova Zelândia.[40]
- Nigéria: Usado pelo exército federal[41]
  -  Biafra: 930 FN FAL modificado para o padrão SLR pela Parker-Hale[42]
- Papua-Nova Guiné: L1A1 produzidos na Austrália usados.[32][43]
- Rodésia: Adotado no início da década de 1960, destacado para o status de reserva após a Declaração Unilateral de Independência da Rodésia. Fuzil de serviço padrão do Regimento da Rodésia.[44]
- Singapura: Introduzido pelas forças coloniais britânicas antes da independência no 1º e 2º Regimentos de Infantaria de Singapura em 1957. Substituído por fuzis AR-15/M16 alguns anos após a independência.[45]
- Reino Unido: Usado pelas Forças Armadas Britânicas como fuzil de serviço primário até a adoção do SA80 em 1985, quando começou a ser gradualmente retirado de serviço até ser totalmente substituído em 1994.[46]